# Gauliga Südwest-Mainhessen 1940/41
De Gauliga Südwest-Mainhessen 1940/41 was het zevende en laatste voetbalkampioenschap van de Gauliga Südwest-Mainhessen. Na dit seizoen werd de competitie ontbonden en opgesplist in de Gauliga Hessen-Nassau en Gauliga Westmark. 
Kickers Offenbach werd kampioen en plaatste zich voor de eindronde om de Duitse landstitel, waar de club tweede werd in de groepsfase. 

## Eindstand

### Groep Mainhessen
| Plaats | Club                        | Wed. | W  | G | V  | Saldo | Ptn.  |
| ------ | --------------------------- | ---- | -- | - | -- | ----- | ----- |
| 1.     | Offenbacher FC Kickers      | 14   | 13 | 1 | 0  | 54:12 | 27:1  |
| 2.     | RTuSV Rot-Weiß Frankfurt    | 14   | 9  | 2 | 3  | 35:15 | 20:8  |
| 3.     | SG Eintracht Frankfurt      | 14   | 7  | 3 | 4  | 34:22 | 17:11 |
| 4.     | RTuSV Wormatia Worms        | 14   | 4  | 4 | 6  | 34:32 | 12:16 |
| 5.     | FSV Frankfurt               | 14   | 5  | 2 | 7  | 24:33 | 12:16 |
| 6.     | FC Union Niederrad 07       | 14   | 4  | 3 | 7  | 24:33 | 11:17 |
| 7.     | SV Wiesbaden 1899           | 14   | 3  | 2 | 9  | 20:41 | 8:20  |
| 8.     | VfL Germania 1894 Frankfurt | 14   | 2  | 1 | 11 | 17:54 | 5:23  |

|  | Geplaatst voor finale       |
|  | Degradatie naar Bezirksliga |

### Groep Saarpfalz
| Plaats | Club                  | Wed. | W | G | V  | Saldo | Ptn.  |
| ------ | --------------------- | ---- | - | - | -- | ----- | ----- |
| 1.     | FV Saarbrücken        | 14   | 9 | 2 | 3  | 35:16 | 20:8  |
| 2.     | 1. FC Kaiserslautern  | 14   | 7 | 2 | 5  | 41:31 | 16:12 |
| 3.     | Borussia Neunkirchen  | 14   | 6 | 3 | 5  | 48:28 | 15:13 |
| 4.     | VfR Frankenthal       | 14   | 6 | 3 | 5  | 40:39 | 15:13 |
| 5.     | FK Pirmasens          | 14   | 6 | 2 | 6  | 46:29 | 14:14 |
| 6.     | Mundenheimer SpVgg    | 14   | 7 | 0 | 7  | 30:27 | 14:14 |
| 7.     | TSG 1861 Ludwigshafen | 14   | 6 | 2 | 6  | 23:24 | 14:14 |
| 8.     | TSG Burbach           | 14   | 2 | 0 | 12 | 14:83 | 4:24  |

### Wedstrijd om de titel
Heen
|              |                        |       |                |           |
| 9 maart 1941 | Offenbacher FC Kickers | 3 – 2 | FV Saarbrücken | Offenbach |
| 9 maart 1941 |                        |       |                | Offenbach |

Terug
|               |                |       |                        |             |
| 16 maart 1941 | FV Saarbrücken | 2 – 2 | Offenbacher FC Kickers | Saarbrücken |
| 16 maart 1941 |                |       |                        | Saarbrücken |

## Promotie-eindronde

### Mainhessen

#### Groep 1
| Plaats | Club               | Wed. | Saldo | Ptn.  |
| ------ | ------------------ | ---- | ----- | ----- |
| 1.     | SV Darmstadt 98    | 4    | 19:8  | 09:02 |
| 2.     | TuRa Mainz-Kastel  | 4    | 7:16  | 04:04 |
| 3.     | SpVgg Neu-Isenburg | 4    | 10:23 | 02:06 |

|  | Geplaatst voor promotiefinale |

#### Groep 2
| Plaats | Club                           | Wed. | Saldo | Ptn.  |
| ------ | ------------------------------ | ---- | ----- | ----- |
| 1.     | TSV Heusenstamm                | 4    | 10:08 | 05:03 |
| 2.     | Frankfurter FV Sportfreunde 04 | 4    | 06:05 | 05:03 |
| 3.     | TSG Urberach                   | 4    | 07:10 | 02:06 |

#### Promotiefinale
Heen
|              |                 |       |                 |           |
| 22 juni 1941 | SV Darmstadt 98 | 9 – 3 | TSV Heusenstamm | Offenbach |
| 22 juni 1941 |                 |       |                 | Offenbach |

Terug
|              |                 |       |                 |                          |
| 29 juni 1941 | TSV Heusenstamm | 2 – 4 | SV Darmstadt 98 | Bieberer Berg, Offenbach |
| 29 juni 1941 |                 |       |                 | Bieberer Berg, Offenbach |

### Saarpfalz

#### Groep 1
| Plaats | Club                      | Wed. | Saldo | Ptn.  |
| ------ | ------------------------- | ---- | ----- | ----- |
| 1.     | TuRa Ludwigshafen         | 4    | 19:04 | 08    |
| 2.     | Reichsbahn SV Mainz 05    | 4    | 12:16 | 03:05 |
| 3.     | SV Normannia Pfiffligheim | 4    | 07:18 | 01:07 |

|  | Geplaatst voor promotiefinale |

#### Groep 2
| Plaats | Club               | Wed. | Saldo | Ptn.  |
| ------ | ------------------ | ---- | ----- | ----- |
| 1.     | TSG Kaiserslautern | 4    | 19:05 | 08    |
| 2.     | VfL Homburg        | 4    | 13:19 | 02:06 |
| 3.     | VfL Quierschied    | 4    | 09:17 | 02:06 |

#### Promotiefinale
Heen
|              |                   |       |                    |              |
| 22 juni 1941 | TuRa Ludwigshafen | 1 – 1 | TSG Kaiserslautern | Ludwigshafen |
| 22 juni 1941 |                   |       |                    | Ludwigshafen |

Terug
|              |                    |       |                   |                |
| 29 juni 1941 | TSG Kaiserslautern | 1 – 4 | TuRa Ludwigshafen | Kaiserslautern |
| 29 juni 1941 |                    |       |                   | Kaiserslautern |